# Route nationale 86l
Die Route nationale 86L, kurz N 86L oder RN 86L, ist eine ehemalige Nationalstraße in Frankreich.
Die Straße entstand 1950 zwischen Remoulins und Beaucaire. Es handelt sich dabei um einen Teil der Trasse der 1824 festgelegten Nationalstraße 86, die schon vorher die Route impériale 104 war. Sie übernahm in diesem Jahr einen Teil der Strecke der Nationalstraße 87 ab Remoulins und führte nach Nîmes. Die Länge betrug 18 Kilometer. Im Zuge der Abstufungsreform von 1972 wurde sie im Folgejahr zur Departementsstraße 986L.